# Michael Peterson (remero)
Michael Neil Peterson –conocido como Mike Peterson– (Gulph Mills, 4 de enero de 1967) es un deportista estadounidense que compitió en remo.
Ganó dos medallas de bronce en el Campeonato Mundial de Remo, en los años 1993 y 1995. Participó en los Juegos Olímpicos de Atlanta 1996, ocupando el séptimo lugar en la prueba de dos sin timonel.

## Palmarés internacional
| Campeonato Mundial | Campeonato Mundial       | Campeonato Mundial | Campeonato Mundial |
| Año                | Lugar                    | Medalla            | Prueba             |
| ------------------ | ------------------------ | ------------------ | ------------------ |
| 1993               | Račice (República Checa) | Medalla de bronce  | Ocho con timonel   |
| 1995               | Tampere (Finlandia)      | Medalla de bronce  | Ocho con timonel   |